# Bim Bam Bino
Bim Bam Bino war eine deutsche Kinder-Fernsehserie, die vom 16. Januar 1988 bis 29. März 1998 produziert und bei Tele 5 und Kabelkanal/Kabel 1 im deutschen Privatfernsehen ausgestrahlt wurde.

## Beschreibung
Hauptdarsteller der Serie war die Maus Bino, eine Klappmaulpuppe, die vom Puppenspieler Siegfried Böhmke gespielt wurde. 1993 wurde die Rolle von Albert Frische übernommen. Die Serie lief anfangs bei Tele 5 (16. Januar 1988 – 31. Dezember 1992) und später beim Kabelkanal bzw. auf Kabel 1 (16. Januar 1993 – 29. März 1998).
Neben Bino kam im Verlauf noch die Katze Lucy hinzu. Außerdem gab es mehrere von Zeit zu Zeit wechselnde menschliche Mitmoderatoren wie zum Beispiel Gundis Zámbó, Wolfgang Binder, Jürgen Blaschke, Sonja Zietlow und Alexa Hennig von Lange.
Laufzeit der Sendung war anfangs eine Stunde, in der Bino zum Beispiel mit Gerda Aurich Kochtipps für Kinder gab und mit Tante Menne bastelte. Zudem gab es zahlreiche Themensendungen (z. B. über Dian Fosseys Berggorillas anlässlich des Films Gorillas im Nebel), Bastelshows, Sommerfeste und Sendungen zu vielen weiteren Themen. In den Sendungen wirkten neben den Moderatoren auch Studiogäste (darunter auch Kinder) mit, die die Sendungen zu einem großen Teil mitgestalteten. Später wurde das Format auf mehrere Stunden erweitert, in denen verschiedene Trickserien (z. B. Saber Rider) gezeigt wurden.
Nach Auflösung des Senders Tele 5 am 31. Dezember 1992 wurde Bim Bam Bino ab 16. Januar 1993 vom Kabelkanal/Kabel 1 unverändert übernommen, das Studioumfeld wurde erst im August 1993 massiv geändert. 2006 lief die Sendung samstags und sonntags 45 Minuten lang (ohne Cartoons) auf ProSiebenSat.1 Welt, einem deutschsprachigen Bezahlfernsehsender in den USA, der in Deutschland nicht empfangen werden kann.

## Trickserien in Bim Bam Bino

### Tele 5
- Die Abenteuer der Familie Metzger
- Die Abenteuer des Teddy Ruxpin
- Die Abenteuer von Tim und Struppi
- Alvin und die Chipmunks
- Archibald der Weltraumtrotter
- Die Barkleys
- Beetle Bailey
- Bigfoot
- Die Biskitts
- Die Bluffers
- Bob und Bobette
- Die Bobobobs
- Bravestarr
- Cadichon – die Erinnerungen eines Esels
- Chuck der Biber
- Clever & Smart
- Cool McCool
- Defenders – Die Retter der Erde
- Die drei Fischketiere
- Familie Robinson
- Fantastic Max
- Flash Gordon
- Freedom Force
- Galaxy Rangers
- Ghostbusters
- Glimmerlinge
- Grimms Märchen (Grimm Meisaku Gekijou)
- He-Man (Masters of the Universe)
- Huckleberry Finn
- Inhumanoids
- Jil & Jo
- Kissyfur
- Die kleinen Strolche (Zeichentrick)
- Die Königin der tausend Jahre (Queen Millennia)
- Krazy Kat
- Little Rosey
- Der Lone Ranger
- Lucy in Australien
- Die magische Krone
- Max und sein Kuschelmonster / Mein Teddy-Monster
- Mein kleines Pony
- Mikrobi
- Mirakulus und Supermaus
- Miyuki
- Moondreamers
- Odysseus 31
- Popeye
- Popeye Sohn und Co.
- Die Raccoons
- Rambo
- Richie Rich
- Saber Rider und die Starsheriffs
- Die Schlümpfe
- She-Ra Princess of Power
- Starcom
- Space Baby
- Die Toffels
- Um die Welt mit Willy Fog
- Die Visionäre
- Der Zauberer von Oz

Außerdem lief noch eine Kindersendung namens Der Wissoll-Gummy-Zirkus bei Bim Bam Bino auf Tele 5.

### Der Kabelkanal/Kabel 1
- Die Abenteuer der Bremer Stadtmusikanten
- Abenteuer im Maulwurfsland
- Die Abenteuer von Tom Sawyer und Huck Finn
- Die Addams Family (1. Zeichentrickserie)
- Die Addams Family (2. Zeichentrickserie)
- Albert, der 5. Musketier
- Alf im Märchenland
- Alf – Erinnerungen an Melmac
- Alle meine Freunde
- Alvin und die Chipmunks
- Anne mit den roten Haaren
- Die Astro-Dinos
- Ausflug ins Märchenland
- Beetlejuice – Ein außergewöhnlicher Geist
- Betty Boop
- Die Biskitts
- Boubou, König der Tiere
- Bravestarr
- Captain Future
- Captain Scarlet und die Rache der Mysterons
- Casimir & Co. / Casper, der freundliche Geist
- Centurions
- Die Champions – Anpriff für 11 Freunde
- Chip & Charly
- Die Chipmunks geh’n zum Film
- Cliff Hanger
- Cloppa Castle
- Conan, der Abenteurer
- Danger Mouse
- Das ist Amerika, Charlie Brown
- Defenders – Die Retter der Erde
- Delfy
- Dennis
- Dr. Pickels Horrorshow
- Doktor Dolittle
- Das Dschungelbuch – Die Serie
- Die Dschungelprinzessin
- Dynodog, der Wunderhund
- 1-2-3-4 Winnie ist hier!
- Ein Elefant für alle Fälle (Terrytoons)
- Die Enterprise
- Ein Fall für Batman
- Felix der Kater
- Fenn – Hong Kong Pfui
- Die Flugbärchen kommen
- Die Fraggles
- Freunde im All
- Galaxy Rangers
- Gändy, der Gänserich (Terrytoons)
- Garfield und seine Freunde
- Ghostbusters
- Die Gobots
- Godzilla – Der Retter der Erde
- Graf Duckula
- Gravedale High – Die total verrückte Monsterschule
- The Greatest Adventure: Stories From The Bible
- Hallo Bobby
- Heathcliff
- Heckle und Jeckle, die frechen Elstern (Terrytoons)
- Henry und der rosarote Drache
- Hobberdy Dick – Der kleine Hauself
- Die Hollidays aus Rom
- Die Houndcats
- Im Reich der wilden Filme (Terrytoons)
- In 80 Tagen um die Welt
- Inspector Gadget
- Irre Kinderei
- Jabberjaw
- Jackie und Jill – Die Bärenkinder vom Berg Tarak
- James Bond jr.
- Jetzt kommt Bogus!
- Ein Job für Superman
- Josie und die Pussycats
- Karate Kid (Zeichentrick)
- Katastrophen-Charlie und der rasende Super-Opa (Baggy Pants and the Nitwits)
- Der Kater mit den Zauberstiefeln
- Killertomaten
- Kimba, der weiße Löwe
- Der kleine Prinz
- Die kleinen Strolche (Zeichentrick)
- Klein Lulu
- Koalabärchens Streifzüge
- König Arthur
- Kum Kum
- Die magische Krone
- Marco
- Mr. Magoo
- Mr. T (Zeichentrick)
- Niklaas, ein Junge aus Flandern
- Oh Schreck, oh Graus: Die Supermaus
- Ollies total verrückte Farm
- Oskar, die Supermaus (Terrytoons)
- Paddington Bär
- Die Peanuts / Die Charlie Brown und Snoopy Show
- Peter Pan und die Piraten
- Pepito
- Pierre & Isa
- Piff und Herkules
- Piraten unter dem Doppelmond
- Pixi im Wolkenkuckucksheim
- Police Academy
- Popeye
- Puschel, das Eichhorn
- Die Raccoons
- Rascal, der Waschbär
- Rasende Motoren
- The Real Ghostbusters
- Reporter Blues
- Die Schlümpfe
- Schweinchen gehabt!
- Die Scooby Doo Show
- Setons Welt der Tiere
- Silverhawks – Die Retter des Universums
- Sindbad
- Sonic der irre Igel
- Space Ghost und Dino-Boy
- Space Ghost und der Dschungelplanet
- Die Space-Kids / Samson & Goliath
- Die Sternenjäger
- Stunt Dawgs
- Superkater
- Superted
- ThunderCats
- Thunderbirds
- Der Tick
- Tommy und die Hundebande
- Topo Gigio, die Weltraummaus
- UPA-Cartoons
- Volldampf voraus! (BimBamBino)
- Walburgas Zauberschloss
- Wenn die Söhne mit dem Vater (Terrytoons)
- Widget – Der kleine Wächter
- Winjin Pom
- Yogi auf Schatzsuche
- The Yogi Bear Show
- Yogis Gang
- Yogi’s Space Race
- Der Zauberer von Oz
- Zazoo U

Die US-Sitcom Mr. Ed war 1993 ebenfalls Bestandteil der Bim-Bam-Bino-Sendestrecke im Kabelkanal. Auch die Sendung Bony und Anja, eine Mischung aus Computeranimation und Realfilm mit medienpädagogischen Inhalten, wurde bei Bim Bam Bino ausgestrahlt.

## Hörspiele
Neben der Fernsehserie gab es eine eigene 12-teilige Hörspielreihe mit Bino,
Autor Klaus-P. Weigand.
1. Die geniale Käseformel
2. Bino Pirato
3. Die verspielte Mitternacht
4. Die Wüstenprinzessin
5. Die Inselforscher
6. Die Geister sind weg
7. Abenteuer im Perlensee
8. Verzauberte Bilder
9. Detektivbüro Bino und Partner
10. Detektivbüro Bino und Partner Teil 2 (eine eigene Geschichte)
11. Die Reise zum Sandmann
12. Der Gouda auf dem Meeresboden

Hörspiel-Kreuzung, Autor Klaus-P. Weigand
72. Benjamin Blümchen und Bino (September 1992)

## Sonstiges
- Die Katze Lucy verdankt ihren Namen einer Zuschauerumfrage. Der dort vorgeschlagene Name Lucy ist inspiriert von der zu dieser Zeit in Bim Bam Bino ausgestrahlten Animeserie Lucy in Australien.
- Am 12. August 2009 tauchte auf YouTube ein Video mit Bino auf, das einigen Fans Hoffnungen auf eine Rückkehr machte.[1] Tatsächlich stammte das Video von offizieller Seite. Es stellte jedoch keine Ankündigung für ein Comeback dar, sondern lediglich eine Einladung für ein Mitarbeitertreffen.
- Die Sendung kommt in den Hörspielen von Benjamin Blümchen vor (Folge 72 – Benjamin und Bino). Dort bekommt Benjamin einen Gastauftritt in der Sendung und freundet sich daraufhin mit der Maus an.